# Бас-гитара
Бас-гитара (электрическая бас-гитара, электробас или просто бас) — струнно-щипковый электрический музыкальный инструмент, предназначенный для игры в басовом диапазоне. На нём играют преимущественно пальцами, но допустима и игра медиатором. В сочетании с ударной установкой создаёт ритм-секцию композиции. Помимо электрической бас-гитары существует также акустический вариант, встречающийся в музыке гораздо реже, но относящийся к другому классу инструментов (не является электрофоном).
Электрическая бас-гитара внешне и конструктивно схожа с электрогитарой (акустическая — с акустической), но имеет несколько более массивный корпус и гриф, а также бо́льшую мензуру. Классическая бас-гитара имеет 4 струны, впрочем, существуют варианты и c бо́льшим количеством. 4-струнная бас-гитара настраивается по квартам от «ми» контроктавы, в унисон с контрабасом, и на одну октаву ниже, чем строй 4 нижних струн электрогитары. Как в случае с электрогитарой, для электрической бас-гитары (а иногда и акустической, снабжённой пьезо-датчиком) требуется подключение к усилителю для игры.
После своего появления в 1950-х годах бас-гитара почти полностью заменила контрабас в поп-музыке как инструмент ритм-секции. Помимо этого, бас-гитара стала важным элементом большинства современных музыкальных жанров, причём в каждом из них может быть отдельная техника исполнения, строй и количество струн.

## История бас-гитары
До изобретения бас-гитары в качестве основного басового инструмента выступал контрабас — самый крупный акустический инструмент из семейства скрипок, не считая октобаса. Этот инструмент наряду с достоинствами обладал также рядом характерных недостатков, затруднявших его широкое применение в ансамблях популярной музыки начала XX века — крупные размеры, большая масса, вертикальное напольное конструктивное исполнение, отсутствие ладовых порожков на грифе, короткий сустейн, сравнительно небольшой уровень громкости, а также довольно трудную запись из-за характеристик динамического диапазона.
Возрастающая в 1920-х — 1930-х годах популярность джазовой музыки, распространение автомобильного транспорта, увеличивающего мобильность групп, а также появление технологии электронного усиления звука породили потребность в басовом инструменте, лишенном недостатков контрабаса. В этот период времени многие фирмы, производящие музыкальные инструменты, начали эксперименты по созданию такого инструмента, которые, однако, не увенчались коммерческим успехом.
Среди изобретений того времени заслуживают упоминания бас-мандолина (Mandobass, см. мандолина) Гибсон Мандо-бас (Gibson Style J Mando bass), производимая фирмой «Гибсон» с 1912 по 1930 годы, а также инструмент американского музыканта и предпринимателя Пола Тутмарка Электронный бас Аудиовокс № 736 (Audiovox #736 Electronic Bass), созданный им в 1936 году и имеющий многие черты современной бас-гитары, например, сплошной деревянный корпус, горизонтальное расположение инструмента при игре и ладовые порожки. Существует также контрабас-балалайка, но из-за громоздкости её использовали (и используют) ещё реже, чем контрабас (Red Elvises, Katzenjammer, Бряц-Band).
В 1951 году американский изобретатель и предприниматель Лео Фендер, основатель фирмы Fender, выпустил бас-гитару Fender Precision Bass, разработанную им на основе его электрогитары Fender Telecaster. Инструмент получил признание и быстро завоевал популярность. Идеи, заложенные в его конструкции, стали фактическим стандартом для производителей бас-гитар, а выражение «бас фендер» на долгое время стало синонимом для бас-гитары вообще.
Позже, в 1960 году, Фендер выпустил ещё одну, усовершенствованную модель бас-гитары — Fender Jazz Bass, популярность которой не уступает Precision Bass.
Некоторое время фирма «Фендер» доминировала на рынке бас-гитар, пока конкурирующие фирмы разрабатывали и выпускали свои варианты. Один из ранних вариантов бас-гитары — выпущенная в 1955 году немецкой фирмой Höfner электроакустическая бас-гитара Хофнер бас 500/1 (Höfner 500/1), имеющая форму скрипки. Позднее эта модель стала широко известной благодаря тому, что её избрал в качестве основного инструмента Пол Маккартни, бас-гитарист группы «Битлз».
В 1950-х годах свои модели бас-гитар выпустили многие производители музыкальных инструментов, включая фирму Gibson, выпустившую басовые версии своих электрогитар Gibson SG и Gibson Les Paul.
С 1960-х годов, с появлением рок-музыки, бас-гитара становится всё более распространённым инструментом. Возникают новые разновидности — появляются электроакустическая бас-гитара и безладовая, увеличивается число струн, появляются гитары со встроенной активной электроникой, сдвоенными и строенными струнами и без головки грифа. Развивается также и техника игры на бас-гитаре — от гитары заимствуется тэппинг, бенд, появляются также специфические басовые техники, такие как слэп и игра флажолетами.

## Особенности
Основная область применения бас-гитары — современная популярная и джазовая музыка, в классической музыке бас-гитара используется реже обычной шестиструнной гитары. Роль бас-гитары в ансамбле также отличается от роли обычной гитары — бас-гитара чаще используется для аккомпанемента и ритмической поддержки, чем в качестве солирующего инструмента.
Она полностью симметрична (то есть каждая следующая открытая струна отстраивается на кварту ниже предыдущей), таким образом стандартная настройка бас-гитары совпадает с настройкой четырёх басовых струн обычной гитары, только на одну октаву ниже (настройка бас-гитары совпадает с настройкой контрабаса). Диапазон обычной четырёхструнной бас-гитары в классическом строе составляет чуть более трёх октав — от ми контроктавы до соль первой октавы.
В отличие от остальных разновидностей гитар, бас-гитара имеет следующие конструктивные особенности, обусловленные необходимостью получить более низкий диапазон звучания:
- большие размеры;
- увеличенная мензура — 864 мм (34") против 650 мм у классической гитары;
- более толстые струны;
- уменьшенное число струн (наиболее распространены 4-струнные бас-гитары).

Исторически бас-гитара впервые появилась в виде электробаса и только затем был создан акустический вариант, в отличие от гитары, где всё было наоборот — сначала возникновение акустической гитары, а затем преобразование её в электрогитару.

## Техника игры на бас-гитаре
Большинство гитарных приёмов и способов звукоизвлечения применимы также и на бас-гитаре. Некоторые приёмы и способы более других подходят для использования на бас-гитаре, есть также и не подходящие для бас-гитары способы.
Играют на бас-гитаре стоя либо сидя, расположение гитары при этом не отличается от обычного. Басисты, перешедшие на бас-гитару с контрабаса при игре стоя иногда могут использовать вертикальное размещение бас-гитары, пропустив ремень между ног. В таком размещении положение рук более напоминает таковое при игре на контрабасе.
Три способа звукоизвлечения являются основными: щипок пальцами, щипок медиатором и слэп. Эти способы различаются по тембровой окраске, огибающим характеристикам звука, сложности исполнения и освоения, уровню контроля, а также распространённости в том или ином стиле или жанре музыки. Гитарные способы звукоизвлечения, направленные на извлечение гармонических звукосочетаний, такие как бой, или, например, тамбурин, хотя и могут быть применены на бас-гитаре, используются редко или очень редко.
Щипок пальцами является наиболее распространённым и универсальным способом звукоизвлечения, подходящим практически для любого стиля музыки. Характеризуется сравнительно мягкой тембровой окраской, с преобладанием низких частот, мягкой атакой и продолжительным плато (сустейном) звука. Из-за необходимости приложения большего чем на обычной гитаре усилия, щипок на бас-гитаре практически всегда выполняется с опорой на соседнюю струну, то есть способом «апояндо».
Щипок медиатором также является весьма распространённым способом звукоизвлечения, наиболее применим при исполнении рок-музыки и её производных. Считается более простым в освоении, особенно для гитаристов. По сравнению с щипком пальцами, звук при извлечении медиатором получается с более резкой атакой, в тембральной окраске более ярко выражены средние и высокие частоты. Также звукоизвлечение медиатором позволяет легче добиться равномерной громкости звука, снижая необходимость в коррекции динамического диапазона бас-гитары.
Слэп является специфическим бас-гитарным способом звукоизвлечения, при котором струна начинает звучать от удара о ладовые порожки. Создателями этой техники считаются Луис Джонсон — виртуоз-самоучка, и другой выдающийся басист Ларри Грэм, открывшие эту технику независимо друг от друга. Слэп построен на комбинации ударов и щипков пальцами правой руки, при этом струны бьются о лады грифа, издавая громкий, звенящий звук. Благодаря этой технике бас отчасти берёт на себя функцию барабанов за счёт резкой атаки звука и возможности ярко акцентировать практически любые ритмические рисунки. Отличается очень резкой атакой звука, с непродолжительным плато, яркой звенящей тембровой окраской с преобладанием средних и высоких частот, а также широким динамическим диапазоном, который как правило приходится сужать с помощью компрессора. Слэп получил наибольшее распространение в музыкальном стиле «фанк», где широко применяются сложные синкопированные ритмические рисунки, для подчеркивания и выделения которых как раз и применяется слэп.
Более толстые и низкозвучащие бас-гитарные струны имеют гораздо лучше различимые на слух натуральные и искусственные флажолеты, что позволяет использовать их гораздо более широко, чем при игре на обычной гитаре, вплоть до того, что произведение может целиком быть основано на этом приёме игры. Классическим примером такого произведения является «Портрет Трейси» (Portrait of Tracy) американского бас-гитариста Джако Пасториуса.

## Варианты настройки бас-гитары
Разные стили музыки требуют разный диапазон звучания, поэтому музыканты по-разному настраивают свои гитары. «Эталонным» строем является ми-строй Eк Aк Dб Gб (ми-ля-ре-соль). Строи записываются от самой низкой по звучанию (четвёртой) струны до самой высокой (первой).

### Другие строи
- D# G# C# F# (ре диез-соль диез-до диез-фа диез) — все струны опускаются на полтона.
- D G C F (ре-соль-до-фа) — все струны опускаются на тон.
- C# F# B E (до диез-фа диез-си-ми) — все струны опускаются на полтора тона.
- C F A# D# (до-фа-ля диез-ре диез) — все струны опускаются на два тона.
- C G D A (до-соль-ре-ля) — четвертая струна опускается на два тона, третья опускается на тон, а первая поднимается на один тон — «виолончельный» строй. Часто используется ранее «классическими» музыкантами, игравшими на скрипке, виолончели или альте.

Также существуют так называемые Dropped-строи:
- D A D G (ре-ля-ре-соль) — четвёртая струна опускается на один тон, остальные настроены по эталону.
- C# G# C# F# (до диез-соль диез-до диез-фа диез) — все струны опускаются на полтона, а четвёртая на полтора.
- C G C F (до-соль-до-фа) — все струны опускаются на один тон, а четвёртая на два.
- B F# B E (си-фа диез-си-ми) — четвертая струна опускается на два с половиной тона, все остальные на полтора.

В панк-музыке строй не опускают, а наоборот поднимают, но не всегда.
- F A# D# G# (фа-ля диез-ре диез-соль диез) — все струны поднимаются на полтона.
- F# B E A (фа диез-си-ми-ля) — все струны поднимаются на один тон.

### Строи пятиструнной бас-гитары
- B E A D G (си-ми-ля-ре-соль) — эталонный строй. На си настраивается пятая струна.
- E A D G C (ми-ля-ре-соль-до) — альтернативная настройка для пятиструнной бас-гитары с добавлением не более низкой, а более высокой струны «до» из шестиструнного комплекта. Расширяет возможности для солирования в верхнем регистре, без ущерба для нижнего диапазона и неудобства, вызванного необходимостью глушить большое количество струн.
- C G D A Е (до-соль-ре-ля-ми) — пятая струна опускается на два тона, четвертая опускается на тон, а вторая поднимается на один тон,  первая — более высокая струна «ми» из шестиструнного комплекта. Данный «виолончельно-скрипичный» строй так же часто используется ранее «классическими» музыкантами, игравшими на скрипке, виолончели или альте.
- A# D# G# C# F# (ля диез-ре диез-соль диез-до диез-фа диез) — все струны опускаются на полтона.
- A D G C F (ля-ре-соль-до-фа) — все струны опускаются на тон. Наиболее популярные группы, играющие в таком строе — Korn и Pantera.

### Строй шестиструнной бас-гитары
- B E A D G C (си-ми-ля-ре-соль-до) — эталонный строй. Обратите внимание, что добавленная первая струна настраивается на до, а не на си, как вторая струна на акустической и электрогитаре.

### Другие модификации бас-гитар
- восьмиструнная, десяти- и двенадцатиструнная бас-гитары — каждая из струн обычной четырёх или пятиструнной бас-гитары получает пару, настраиваемую на октаву выше (аналогично двенадцатиструнной акустической гитаре), что создаёт особый акустический эффект. На двенадцатиструнной бас-гитаре струны идут даже не парами, а по три. Добавочная пара настраивается при этом вероятнее всего в унисон. Кроме этого были отдельно выпущены варианты, объединяющие в себе 4 бас-гитарных и 6 гитарных струн на одном грифе и 11- и 12-струнные бас-гитары, покрывающие диапазон рояля.
- Бас-гитара пикколо (см. Пикколо бас, piccolo bass[англ.]) — бас-гитара, настроенная на октаву выше. Это может быть достигнуто за счёт более короткой мензуры или за счёт более тонких струн. Существуют наборы для пикколо, которые можно установить на обычный бас. Пикколо бас настроен как электрогитара, но имеет отличный от неё тембр, вероятно, из-за звукоснимателей другого типа и увеличенной мензуры (если мензура стандартная для бас-гитары). В отличие от электрогитары бас пикколо не утрачивает квартового строя. Один из ярких образцов такой бас-гитары можно услышать на альбоме Джона Патитуччи «One More Angel».

Кроме этого, существует ещё одна разновидность бас-гитары, специально приспособленная для техники «двуручный тэппинг», называемая стик. На ней установлены как бы два комплекта струн, самая низкая посередине и более тонкие по убыванию от середины к краям. Играют на нём, ударяя по струнам пальцем в области грифа, а не щипком, обеими руками одновременно. Это позволяет исполнять две мелодические линии одновременно, комбинируя их ритмически. По исполнению и звучанию схоже с партиями для фортепиано. Одни из самых ярких исполнителей на этом инструменте — Тони Левин (King Crimson), Шон Мэлоун (Cynic, Gordian Knot).

### Другие варианты строя
Фирмой Warwick разработана модель четырёхструнной бас-гитары «Vampyre Dark Lord», которая выпускалась серийно, предназначенная для игры в пониженном строе F#. Модель имела увеличенную мензуру (35 дюймов против стандартных 34), улучшенные активные звукосниматели MEC J/TJ, активный трёхполосный эквалайзер, дека и гриф инструмента сделаны из специальных пород дерева: дека из ованкола с топом из французского ясеня, гриф из ованкола с накладкой из венге, которые придают инструменту мощнейшее звучание в сверхнизком регистре. Для этой модели использовались специальные струны из нержавеющей стали Warwick Black Label strings «Dark Lord» (40250DL): .085" (A), .105" (E), .135" (B), .175" (F#) (источник) Архивная копия от 26 мая 2008 на Wayback Machine. C 2009 года Warwick «Vampyre Dark Lord» серийно не выпускается.
В 2004 году фирмой Adler Guitars специально для басиста Jauqo III—X был разработан бас Adler Fretted Subcontra, строй которого — E, B, F#, C# субконтр октавы (от тонкой струны до толстой). На нём установлены звукосниматели Bartolini.